# Xiphosomella wirra
Xiphosomella wirra är en stekelart som beskrevs av Ian D. Gauld 2000. Xiphosomella wirra ingår i släktet Xiphosomella och familjen brokparasitsteklar. Inga underarter finns listade i Catalogue of Life.